# Iermata
Iermata – wieś w Rumunii, w okręgu Arad, w gminie Seleuș. W 2011 roku liczyła 435 mieszkańców. 